# Bagnols-en-Forêt
Pour les articles homonymes, voir Bagnols.
Bagnols-en-Forêt est une commune française située dans le département du Var, en région Provence-Alpes-Côte d'Azur.
Ses habitants sont appelés les Bagnolais.

## Géographie

### Localisation
Bagnols-en-Forêt, distante de 17,8 km de Fréjus et 48,9 km de Cannes, est située sur les contreforts de l'Esterel.
Son nom illustre bien son environnement car la commune est entourée par 4 290 hectares de forêt.

### Lieux-dits et hameaux
La commune compte plusieurs lieux-dits : Bon Pin, les Granges, la Verrerie, Plan Pinet.

### Communes limitrophes
| Forêt domaniale de Callas           | Saint-Paul-en-Forêt | Callian, Montauroux     |
| Forêt domaniale du Muy              | Bagnols-en-Forêt    | Les Adrets-de-l'Esterel |
| La Bouverie (Roquebrune-sur-Argens) | Puget-sur-Argens    | Fréjus                  |

### Géologie et relief
Le village, situé sur une colline, domine la plaine du Blavet, à l'ouest. Cette plaine est entourée de plusieurs sommets, culminant entre 400 et 450 mètres, pour déboucher sur les gorges du Blavet. Elle forme un plateau, qui surplombe la vallée de l'Argens. Du point de vue géologique, la butte de Bagnols en Forêt est composée de terrains détritiques d'époque Trias correspondant aux premières incursions de la mer. La géologie fait apparaître diverses couches de marnes et de calcaires représentant la partie est des dépôts de la Provence calcaire, qui reposent plus ou moins en discordance sur le socle.

### Sismicité
Il existe trois zones de sismicité dans le Var :
- Zone 0 : Risque négligeable. C'est le cas de bon nombre de communes du littoral varois, ainsi que d'une partie des communes du centre Var. Malgré tout, ces communes ne sont pas à l'abri d'un effet tsunami, lié à un séisme en mer.
- Zone Ia : Risque très faible. Concerne essentiellement les communes comprises dans une bande allant de la montagne Sainte-Victoire au massif de l'Esterel.
- Zone Ib : Risque faible. Ce risque, le plus élevé du département mais qui n'est pas le plus haut de l'évaluation nationale, concerne 21 communes du Nord du département.

La commune de Bagnols-en-Forêt est en zone sismique de très faible risque « Ia ».

### Hydrographie et eaux souterraines
Plusieurs cours d'eau traversent la commune de Bagnols-en-Forêt :
- le Blavet, qui prend sa source à Bagnols-en-Forêt et qui se jette dans l'Argens sur la commune de Roquebrune-sur-Argens, au sud de la Bouverie[5], ainsi qu'une grande partie de ses affluents ;
- le Reyran, torrent éphémère de moins de 27 km de long qui prend également sa source dans la commune[6] ;
- la Grande-Garonne, qui prend sa source à proximité de Bagnols-en-Forêt[7].

La commune a connu de 1992 à 2010 trois inondations et coulées de boue, ainsi que des mouvements de terrain qui ont été reconnus catastrophes naturelles avec publication d'arrêtés de reconnaissance de catastrophe naturelle publiés au Journal Officiel.
| Type de catastrophe            | Début             | Fin               | Arrêté         | Parution au J.O. |
| ------------------------------ | ----------------- | ----------------- | -------------- | ---------------- |
| Inondations et coulées de boue | 21 septembre 1992 | 23 septembre 1992 | 23 juin 1993   | 8 juillet 1993   |
| Inondations et coulées de boue | 26 septembre 1992 | 27 septembre 1992 | 23 juin 1993   | 8 juillet 1993   |
| Mouvements de terrain          | 5 novembre 2000   | 6 novembre 2000   | 6 juillet 2001 | 18 juillet 2001  |
| Inondations et coulées de boue | 15 juin 2010      | 16 juin 2010      | 21 juin 2010   | 22 juin 2010     |

### Climat
Pour des articles plus généraux, voir Climat de Provence-Alpes-Côte d'Azur et Climat du Var.
En 2010, le climat de la commune est de type climat méditerranéen franc, selon une étude du Centre national de la recherche scientifique s'appuyant sur une série de données couvrant la période 1971-2000. En 2020, Météo-France publie une typologie des climats de la France métropolitaine dans laquelle la commune est exposée à un climat méditerranéen et est dans la région climatique  Var, Alpes-Maritimes, caractérisée par une pluviométrie abondante en automne et en hiver (250 à 300 mm en automne), un très bon ensoleillement en été (fraction d’insolation > 75 %), un hiver doux (8 °C) et peu de brouillards. 
Pour la période 1971-2000, la température annuelle moyenne est de 14,2 °C, avec une amplitude thermique annuelle de 15,4 °C. Le cumul annuel moyen de précipitations est de 899 mm, avec 6 jours de précipitations en janvier et 2,2 jours en juillet. Pour la période 1991-2020, la température moyenne annuelle observée sur la station météorologique de Météo-France la plus proche, « Fréjus », sur la commune de Fréjus à 12 km à vol d'oiseau, est de 15,7 °C et le cumul annuel moyen de précipitations est de 785,6 mm. 
La température maximale relevée sur cette station est de 42,5 °C, atteinte le 29 juillet 1983 ; la température minimale est de −12 °C, atteinte le 12 février 1956,,. 
Les paramètres climatiques de la commune ont été estimés pour le milieu du siècle (2041-2070) selon différents scénarios d'émission de gaz à effet de serre à partir des nouvelles projections climatiques de référence DRIAS-2020. Ils sont consultables sur un site dédié publié par Météo-France en novembre 2022.

### Voies de communications et transports

#### Voies routières
Bagnols-en-Forêt est accessible par la route départementale D 4, depuis Fréjus, ou Saint-Paul-en-Forêt, ainsi que par la route départementale D 47 depuis la Bouverie et la Motte.

#### Transports en commun
- Transport en Provence-Alpes-Côte d'Azur

Commune desservie par le réseau régional de transports en commun Zou !. Les collectivités territoriales ont en effet mis en œuvre un « service de transports à la demande » (TAD), réseau régional Zou !.
Des lignes de bus sont organisées pour le transport scolaire, vers Le Muy et vers Puget-sur-Argens.
Une ligne de transport en commun, par bus, assure la liaison quotidienne vers Fréjus et la gare routière de Saint-Raphaël, avec deux allers retours par jour.

#### Lignes SNCF
- La gare TGV la plus proche est celle de Saint-Raphaël-Valescure.

#### Transports aériens
Les aéroports les plus proches sont :
- l’aéroport de Nice-Côte d'Azur ;
- l’aéroport de Toulon-Hyères.

#### Ports
- Ports en Provence-Alpes-Côte d'Azur :
  - Port Lympia (port de Nice),
  - Port Hercule (Port de Monaco),
  - Rade de Toulon.

## Urbanisme

### Typologie
Au 1er janvier 2024, Bagnols-en-Forêt est catégorisée commune rurale à habitat dispersé, selon la nouvelle grille communale de densité à sept niveaux définie par l'Insee en 2022.
Elle appartient à l'unité urbaine de Bagnols-en-Forêt, une unité urbaine monocommunale constituant une ville isolée,. Par ailleurs la commune fait partie de l'aire d'attraction de Fréjus, dont elle est une commune de la couronne,. Cette aire, qui regroupe 6 communes, est catégorisée dans les aires de 50 000 à moins de 200 000 habitants,.

### Occupation des sols
L'occupation des sols de la commune, telle qu'elle ressort de la base de données européenne d’occupation biophysique des sols Corine Land Cover (CLC), est marquée par l'importance des forêts et milieux semi-naturels (82,9 % en 2018), une proportion sensiblement équivalente à celle de 1990 (83,5 %). La répartition détaillée en 2018 est la suivante :
milieux à végétation arbustive et/ou herbacée (42,8 %), forêts (40,1 %), zones urbanisées (7,6 %), zones agricoles hétérogènes (5,8 %), prairies (3 %), mines, décharges et chantiers (0,7 %). L'évolution de l’occupation des sols de la commune et de ses infrastructures peut être observée sur les différentes représentations cartographiques du territoire : la carte de Cassini (XVIIIe siècle), la carte d'état-major (1820-1866) et les cartes ou photos aériennes de l'IGN pour la période actuelle (1950 à aujourd'hui).

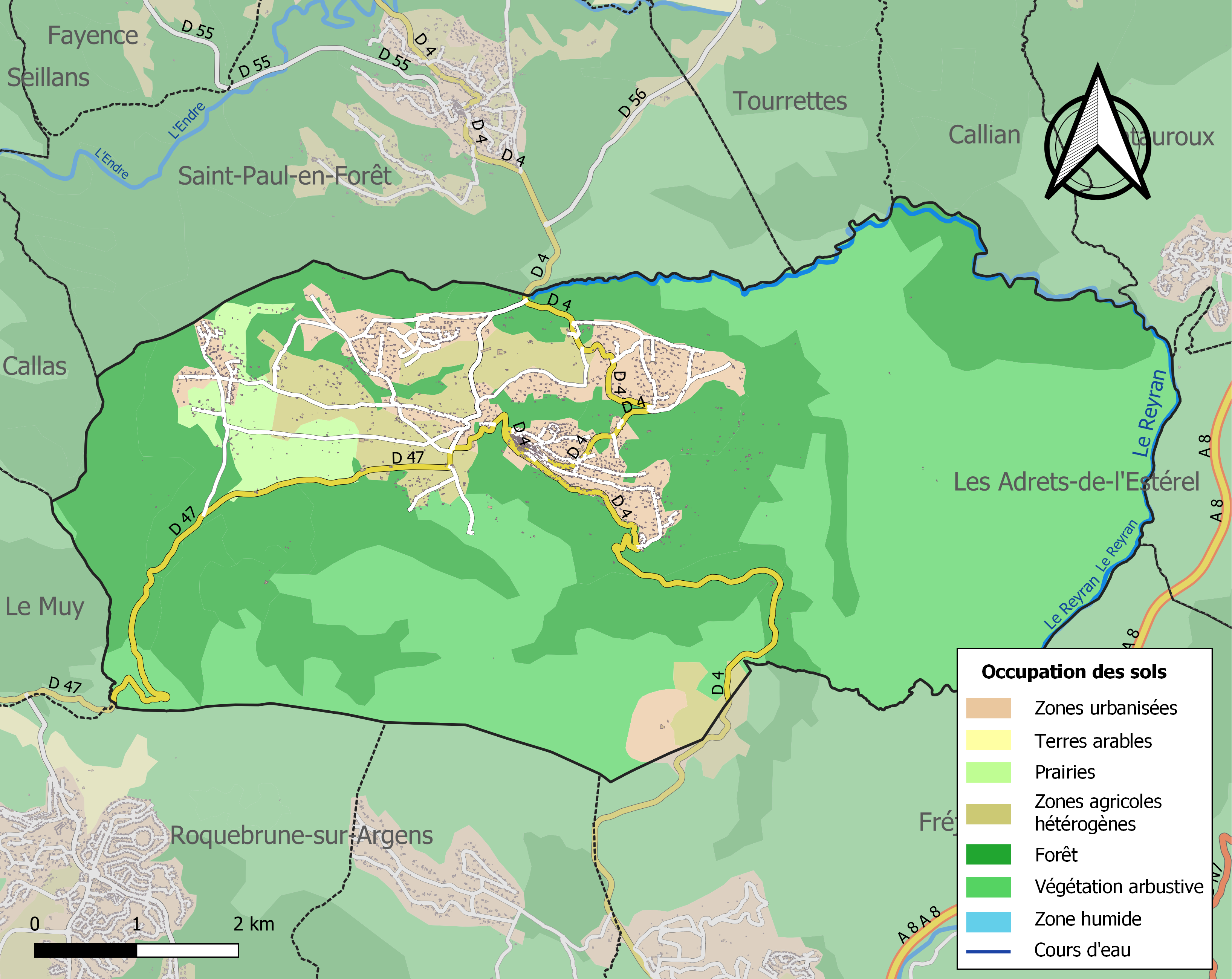
Carte des infrastructures et de l'occupation des sols de la commune en 2018 (CLC).

Commune disposant d'un plan local d'urbanisme dont la dernière procédure a été approuvée le 29 octobre 2020 et relevant du schéma de cohérence territoriale (SCOT) de la Communauté de communes du Pays de Fayence.

### Logement
Bagnols-en-Forêt comptait 1 606 logements en 2007 (contre 1 247 en 1999). Les constructions neuves sont bien plus présentes que la moyenne française : en 2007, 28,2 % des résidences principales dataient de 1990 et plus, contre 10,4 % en France. En revanche, la commune connaît un important déficit de constructions des années 1950 aux années 1970 qui s'explique par l'exode rural.
Les résidences principales représentent 958 logements (soit 59,7 % du parc) contre 539 logements (soit 33,5 %) qui sont des résidences secondaires. On compte 83,9 % de maisons individuelles (93,6 % en 1999) et 15,2 % d'appartements (respectivement 56,1 % et 42,4 % en France métropolitaine). 77,8 % des habitations principales comportent 4 pièces et plus. Les propriétaires de leurs logements constituent 76,4 % des habitants contre 20,5 % qui sont locataires (respectivement 57,4 % et 39,8 % en France métropolitaine).

## Toponymie
Bagnols-en-Forêt s'écrit Banhòus en provençal. La commune porte ce nom depuis 1929, auparavant elle se dénommait Bagnols.

## Histoire

### Préhistoire
Des traces d'habitat ont été mises au jour, notamment dans les gorges du Blavet (résultat de fouilles au musée de Roquebrune-sur-Argens), et à l'Oppidium (visible au musée de Bagnols-en-Forêt).

### Antiquité
Après la création de Fréjus par Jules César, de nombreux romains s'installent près du nouveau port agrandi sous l'empereur Octave. La présence de marécages, mal assainis, à Fréjus, poussent certaines familles à s'installer à Bagnols-en-Forêt.

### Moyen Âge

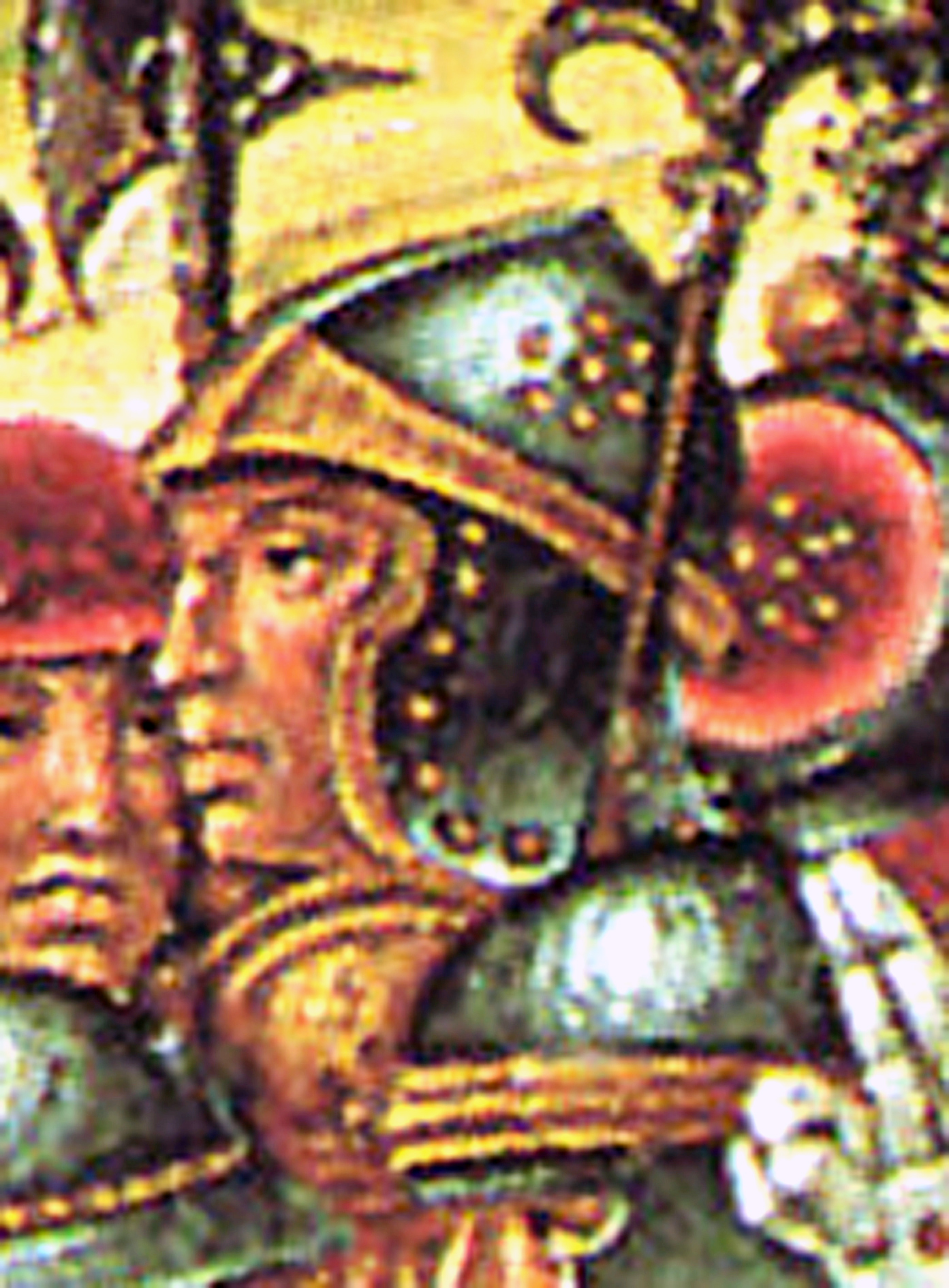
Raymond VIII de Turenne
par Girolamo di Benvenuto,
fresque de l’Ospedale Santa Maria della Scala à Sienne.

Xe siècle : il existait un village dès 909, d'après des documents de l'abbaye de Cluny.
XIe siècle : la chapelle Saint-Denis est construite sur une ancienne villa gallo-romaine. Elle est inscrite sur l'inventaire supplémentaire des monuments historiques. Une fresque du XIe siècle retrace le repeuplement du village.
XIVe siècle : l'abbaye de Lérins parle du « Castrum de Banholis » détruit en 1392. La même année, Raymond de Turenne rase le village, comme d'autres dans la région. Le village ne sera repeuplé qu'environ 80 ans plus tard, par l'arrivée de populations ligures.

### Renaissance
XVe siècle : Urbano de Flisco (famille italienne des Fieschi), nommé évêque de Fréjus par le pape Sixte IV, fait venir 30 familles de Pieve di Teco (Province d'Imperia). L'acte juridique "acte d'habitation" datant du 9 mars 1477 marque le début de la reconstruction de Bagnols-en-Forêt.
XVIe siècle : la chapelle Notre-Dame est construite en 1560 sur les restes d'une villa gallo-romaine du Ier siècle. Depuis 1729, les habitants font une procession et célèbrent la vierge Marie.

### Période moderne
XVIIe siècle : la chapelle Saint-Antoine est construite en 1660 sur un emplacement appelé « les Thermes ». Une source irrigue le quartier environnant.
La chapelle Sainte-Anne est construite en 1654 par Jean Vigneron en remerciement à Louis XIV pour avoir été naturalisé français.
XVIIIe siècle : l'église paroissiale de Saint-Antonin est construite en 1704 sur une ancienne chapelle consacrée à ce saint et se trouve au sommet du village. À cause d'une chute d'une grande partie de la voûte, elle est achevée en 1707.

## Politique et administration
Administrativement, Bagnols-en-Forêt fait partie du canton de Roquebrune-sur-Argens et de l'arrondissement de Draguignan.

### Administration municipale
À la suite des élections de 2020, la commune dispose d'un conseil municipal de 23 membres issus des 4 listes présentes au second tour. 17 sièges sont attribués à la liste majoritaire (dont 6 adjoints) et 6 sièges sont attribués à l'opposition. (article L2121-2 du code général des collectivités territoriales)

## Intercommunalité
La commune est membre de la communauté de communes du Pays de Fayence depuis 2014.

### Liste des maires
De 1789 à 1799, les agents municipaux (maires) sont élus au suffrage direct pour deux ans et rééligibles, par les citoyens actifs de la commune, contribuables payant une contribution au moins égale à trois journées de travail dans la commune. Sont éligibles ceux qui paient un impôt au moins équivalent à dix journées de travail.
De 1799 à 1848, La constitution du 22 frimaire an VIII (13 décembre 1799) revient sur l’élection du maire, les maires sont nommés par le préfet pour les communes de moins de 5 000 habitants. La Restauration instaure la nomination des maires et des conseillers municipaux. Après 1831, les maires sont nommés (par le roi pour les communes de plus de 3 000 habitants, par le préfet pour les plus petites), mais les conseillers municipaux sont élus pour six ans.
Du 3 juillet 1848 à 1851, les maires sont élus par le conseil municipal pour les communes de moins de 6 000 habitants.
De 1851 à 1871, les maires sont nommés par le préfet, pour les communes de moins de 3 000 habitants et pour cinq ans à partir de 1855.
Depuis 1871, les maires sont élus par le conseil municipal à la suite de son élection au suffrage universel.
| Période                                  | Période        | Identité          | Étiquette      | Qualité                                                                 |
| ---------------------------------------- | -------------- | ----------------- | -------------- | ----------------------------------------------------------------------- |
| Les données manquantes sont à compléter. |                |                   |                |                                                                         |
| ?                                        | ?              | Firmin Escoffier  |                |                                                                         |
| ?                                        | ?              | Julien Meiffret   |                |                                                                         |
| ?                                        | ?              | Hubert Lenoir     |                | Chef d'entreprise                                                       |
| mars 1989                                | mars 2008      | Jean-René Etienne | PS puis DVG    | Professeur de lycée puis chargé de mission                              |
| mars 2008                                | mai 2019       | Michel Tosan      | PS             | Commerçant 6e vice-président de la CC du Pays de Fayence Démissionnaire |
| 13 mai 2019                              | 4 juillet 2020 | Bernard Juignet   |                | Ingénieur retraité, ancien 4e adjoint                                   |
| 4 juillet 2020                           | En cours       | René Bouchard     | Sans étiquette | Directeur d'école                                                       |
| Les données manquantes sont à compléter. |                |                   |                |                                                                         |

### Jumelages
| Bagnols-en-Forêt Pieve di Teco |

Bagnols-en-Forêt est jumelée avec  Pieve di Teco (Italie) depuis 1990, commune italienne de la province d'Imperia dans la région de Ligurie qui compte 1 447 habitants au 31 décembre 2009.

### Écologie et recyclage
La commune dispose d'une déchèterie, quartier Valère, ouverte mercredi et samedi de 8 h à 12 h et de 13 h à 16 h 30 et les mardi, jeudi et vendredi de 8 h à 13 h. Elle est accessible aussi bien aux particuliers, qu'aux professionnels. Le tri sélectif et le compostage sont organisés par la municipalité.

## Population et société

### Démographie

#### Évolution démographique
L'évolution du nombre d'habitants est connue à travers les recensements de la population effectués dans la commune depuis 1793. Pour les communes de moins de 10 000 habitants, une enquête de recensement portant sur toute la population est réalisée tous les cinq ans, les populations de référence des années intermédiaires étant quant à elles estimées par interpolation ou extrapolation. Pour la commune, le premier recensement exhaustif entrant dans le cadre du nouveau dispositif a été réalisé en 2008.

En 2022, la commune comptait 3 049 habitants, en évolution de +11,03 % par rapport à 2016 (Var : +4,98 %, France hors Mayotte : +2,11 %).
| 1793 | 1800 | 1806 | 1821 | 1831 | 1836 | 1841 | 1846 | 1851 |
| ---- | ---- | ---- | ---- | ---- | ---- | ---- | ---- | ---- |
| 852  | 838  | 760  | 696  | 750  | 819  | 829  | 839  | 867  |

| 1856 | 1861 | 1866  | 1872 | 1876 | 1881 | 1886 | 1891 | 1896 |
| ---- | ---- | ----- | ---- | ---- | ---- | ---- | ---- | ---- |
| 876  | 958  | 1 004 | 997  | 971  | 921  | 902  | 900  | 803  |

| 1901 | 1906 | 1911 | 1921 | 1926 | 1931 | 1936 | 1946 | 1954 |
| ---- | ---- | ---- | ---- | ---- | ---- | ---- | ---- | ---- |
| 742  | 812  | 751  | 610  | 620  | 582  | 477  | 445  | 540  |

| 1962 | 1968 | 1975 | 1982 | 1990  | 1999  | 2006  | 2008  | 2013  |
| ---- | ---- | ---- | ---- | ----- | ----- | ----- | ----- | ----- |
| 560  | 562  | 682  | 889  | 1 274 | 1 672 | 2 146 | 2 283 | 2 628 |

| 2018  | 2022  | - | - | - | - | - | - | - |
| ----- | ----- | - | - | - | - | - | - | - |
| 2 830 | 3 049 | - | - | - | - | - | - | - |

#### Pyramide des âges
En 2018, le taux de personnes d'un âge inférieur à 30 ans s'élève à 28,4 %, soit en dessous de la moyenne départementale (30,2 %). À l'inverse, le taux de personnes d'âge supérieur à 60 ans est de 33,9 % la même année, alors qu'il est de 32,5 % au niveau départemental.
En 2018, la commune comptait 1 396 hommes pour 1 434 femmes, soit un taux de 50,67 % de femmes, légèrement inférieur au taux départemental (51,95 %).
Les pyramides des âges de la commune et du département s'établissent comme suit.
| Hommes | Classe d’âge | Femmes |
| ------ | ------------ | ------ |
| 1,2    | 90 ou +      | 2,9    |
| 9,2    | 75-89 ans    | 10,4   |
| 22,5   | 60-74 ans    | 21,5   |
| 22,1   | 45-59 ans    | 21,8   |
| 15,1   | 30-44 ans    | 16,2   |
| 15,1   | 15-29 ans    | 10,7   |
| 14,7   | 0-14 ans     | 16,4   |

| Hommes | Classe d’âge | Femmes |
| ------ | ------------ | ------ |
| 1      | 90 ou +      | 2,3    |
| 10,1   | 75-89 ans    | 12,6   |
| 19,7   | 60-74 ans    | 21     |
| 20     | 45-59 ans    | 19,9   |
| 17,3   | 30-44 ans    | 16,7   |
| 15,4   | 15-29 ans    | 13,2   |
| 16,4   | 0-14 ans     | 14,3   |

### Enseignement
Les élèves de Bagnols-en-Forêt sont accueillis dans la commune, qui dispose d'une école maternelle et d'une école primaire publique. Les collégiens doivent se rendre collège Gabrielle-Colette à Puget-sur-Argens. Les lycéens suivent leurs cours au lycée polyvalent régional du Val-d'Argens au Muy.

### Sports
La commune a fait installer par la société The Edge basée à Rennes, un Skate Park composé de cinq modules accessibles aux skateboard, roller, BMX et trottinette.

### Santé
La commune dispose d'une :
Maison de santé J-B Sautron :
- 3 médecins généralistes[52],
- 5 infirmières
- 2 orthophonistes
- 2 psychologues cliniciens
- 1 audio prothésiste
- 1 psychomotricienne
- 2 kinésithérapeutes
- 1 ostéopathe
- 1 diététicienne
- d'une pharmacie[53].
- La commune dépend du Centre hospitalier intercommunal Fréjus-Saint-Raphaël distant de 12 km[54].

### Cultes
- Culte catholique en l'église Saint-Antonin de Bagnols-en-Forêt[55].
- Pour le culte protestant, les Bagnolais doivent se rendre à l'église reformée de l'Est-Varois à Saint-Raphaël.

### Budget et fiscalité 2020
En 2020, le budget de la commune était constitué ainsi :
- total des produits de fonctionnement : 2 840 000 €, soit 999 € par habitant ;
- total des charges de fonctionnement : 2 895 000 €, soit 1 018 € par habitant ;
- total des ressources d’investissement : 664 000 €, soit 233 € par habitant ;
- total des emplois d’investissement : 2 153 000 €, soit 757 € par habitant.
- endettement : 1 979 000 €, soit 696 € par habitant.

Avec les taux de fiscalité suivants :
- taxe d’habitation : 17,29 % ;
- taxe foncière sur les propriétés bâties : 9,30 % ;
- taxe foncière sur les propriétés non bâties : 49,50 % ;
- taxe additionnelle à la taxe foncière sur les propriétés non bâties : 0,00 % ;
- cotisation foncière des entreprises : 0,00 %.

### Revenus de la population et fiscalité des ménages
En 2008, le revenu fiscal médian par ménage était de 23 567 € pour 1 373 foyers fiscaux, seul 54,0 % de ces foyers sont imposés avec un revenu net de 26 095 € représentant un impôt moyen de 1 970 €.
Chiffres clés Revenus et pauvreté des ménages en 2014 : Médiane en 2014 du revenu disponible, par unité de consommation : 21 743 €.
Chiffres clés Revenus et pauvreté des ménages en 2018 : médiane en 2018 du revenu disponible, par unité de consommation : 23 070 €.

### Population active
La population âgée de 15 à 64 ans s'élevait en 2007 à 1 356 personnes (1 006 en 1999), parmi lesquelles on comptait 67,5 % d'actifs dont 60,6 % ayant un emploi et 6,9 % de chômeurs (contre 13,4 % en 1999).
La répartition par catégories socioprofessionnelles de la population active de Bagnols-en-Forêt fait apparaître une sous-représentation des « cadres et professions intellectuelles », « professions intermédiaires » et une sur-représentation des « artisans et commerçants » (presque quatre fois plus) et des « agriculteurs » par rapport à la moyenne de la France métropolitaine.
Répartition de la population active par catégories socioprofessionnelles (recensement de 2007)
|                             | Agriculteurs | Artisans, commerçants, chefs d'entreprise | Cadres, professions intellectuelles | Professions intermédiaires | Employés | Ouvriers |
| --------------------------- | ------------ | ----------------------------------------- | ----------------------------------- | -------------------------- | -------- | -------- |
| Bagnols-en-Forêt            | 4,7 %        | 20,7 %                                    | 4,5 %                               | 26,4 %                     | 23,5 %   | 20,1 %   |
| Moyenne nationale           | 2,1 %        | 5,9 %                                     | 15,8 %                              | 24,8 %                     | 28,5 %   | 22,9 %   |
| Sources des données : INSEE |              |                                           |                                     |                            |          |          |

### Emploi
En 2007, on comptait 338 emplois dans la commune. Le nombre d'actifs ayant un emploi résidant dans la commune étant de 833, l'indicateur de concentration d'emploi est de 38,0 % (contre 47,3 % en 1999), ce qui signifie que la commune offre un peu plus d'un tiers d'emploi aux Bagnolais actifs.
La répartition par secteurs d'activité des emplois à Bagnols-en-Forêt fait apparaître l'importance de la construction (deux fois la moyenne nationale). L'emploi tertiaire ne représente que 70 % du total à Bagnols-en-Forêt, contre plus de 75 % en France métropolitaine.
Répartition des emplois par domaines d'activité (recensement de 2007)
|                             | Agriculture | Industrie | Construction | Commerce, transports, services divers | Administration publique, enseignement, santé, action sociale |
| --------------------------- | ----------- | --------- | ------------ | ------------------------------------- | ------------------------------------------------------------ |
| Bagnols-en-Forêt            | 5,8 %       | 13,0 %    | 11,3 %       | 40,1 %                                | 29,9 %                                                       |
| Moyenne nationale           | 3,1 %       | 14,8 %    | 6,8 %        | 45,1 %                                | 30,3 %                                                       |
| Sources des données : INSEE |             |           |              |                                       |                                                              |

### Agriculture
- Huile d'olive de Provence AOC ;
- Coopérative vinicole La Bagnolaise[59] ;
- Légumes bio par Le Petit Maraîcher.

### Principaux commerces
- 5 restaurants et un livreur de pizzas,
- 2 salons de coiffure,
- 1 bureau de tabac,
- 2 boulangeries,
- 1 Épicerie
- 1 pharmacie.
- 1 supermarché

### Industrie et artisanat
Une dizaine d'artisans sont installés à Bagnols-en-Forêt, notamment dans des secteurs d'activités liés au bâtiment et travaux publics. La commune compte également plusieurs artistes peintres et céramistes.
La plus grosse entreprise de Bagnols-en-Forêt est la société Fiorucci Restauration avec un chiffre d'affaires en 2007 de 412 621 euros et employant sept personnes.

### Tourisme
Bagnols-en-Forêt est l’un des neuf villages perchés du Pays de Fayence. Sa situation géographique privilégiée, entre Méditerranée et Haut Var, permet l'accès à de nombreuses activités touristiques :
- activités nautiques à Fréjus, au lac de Saint-Cassien, canyoning dans les gorges du Verdon ;
- activités de plein air : randonnées pédestres ou équestres dans le massif de l'Esterel ;
- aviation et vol à voile à Fayence.

Trois chambres d'hôtes sont installés sur la commune.

## Culture locale et patrimoine

### Lieux et monuments
- Gorges du Blavet ;
- Cascade de Gourbachin[61].

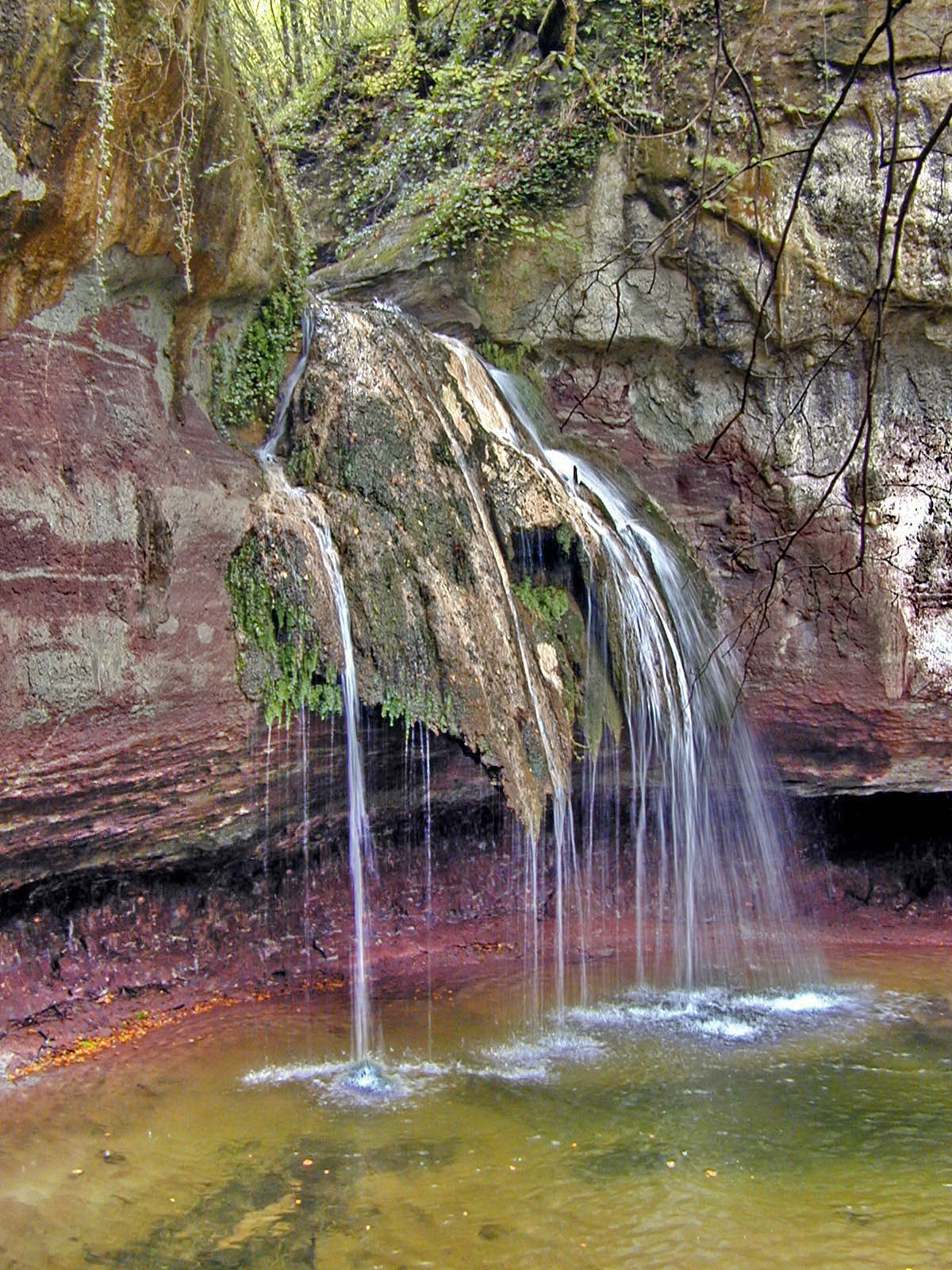
Cascade de Gourbachin.
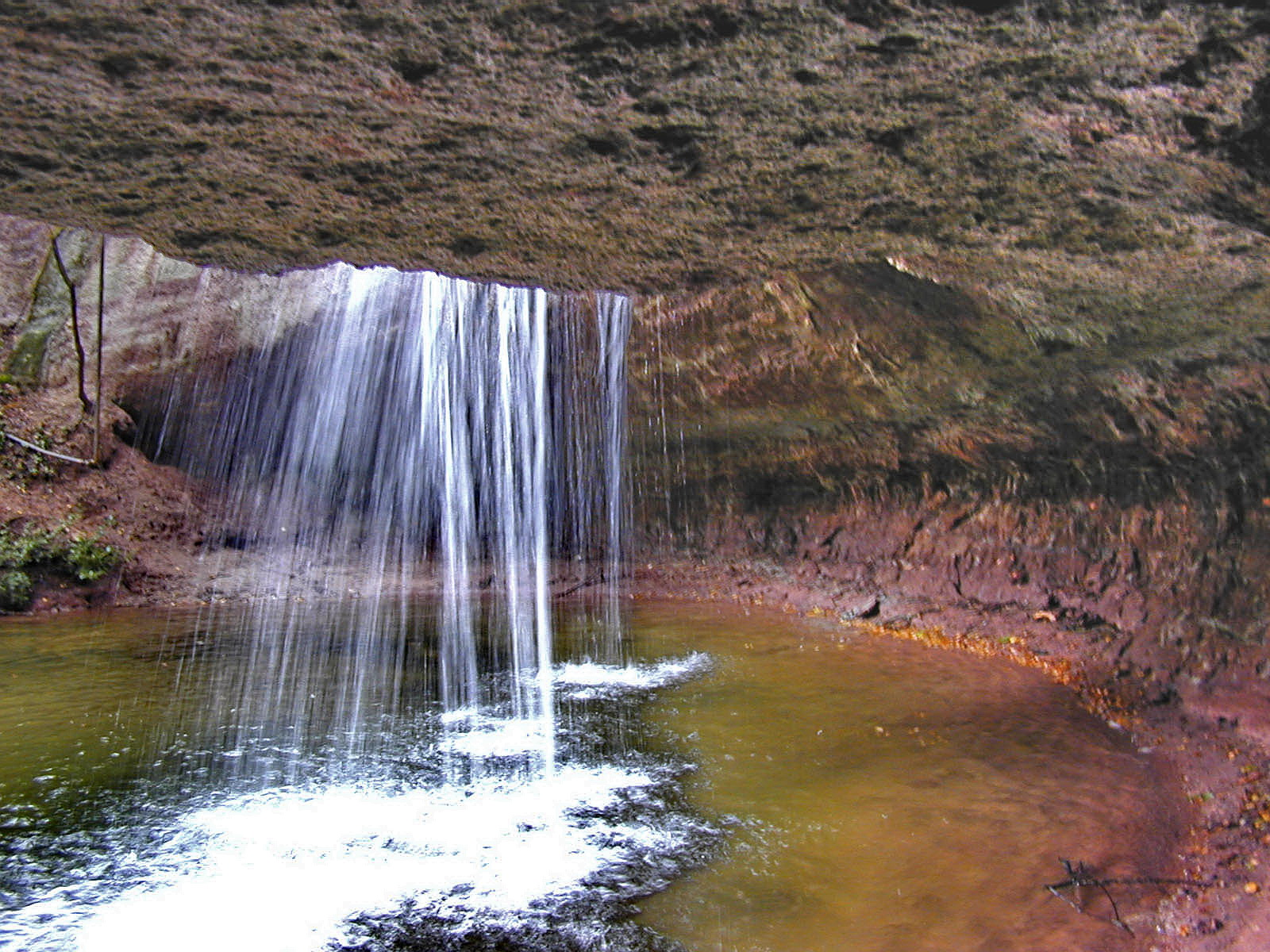
Cascade de Gourbachin.

- Anciennes Tailleries de Meules : la roche de l'Estérel a permis une production de meules[Note 7] dès l'Âge du fer, la période gallo-romaine jusqu'au Moyen Âge avec une interruption en 1393,

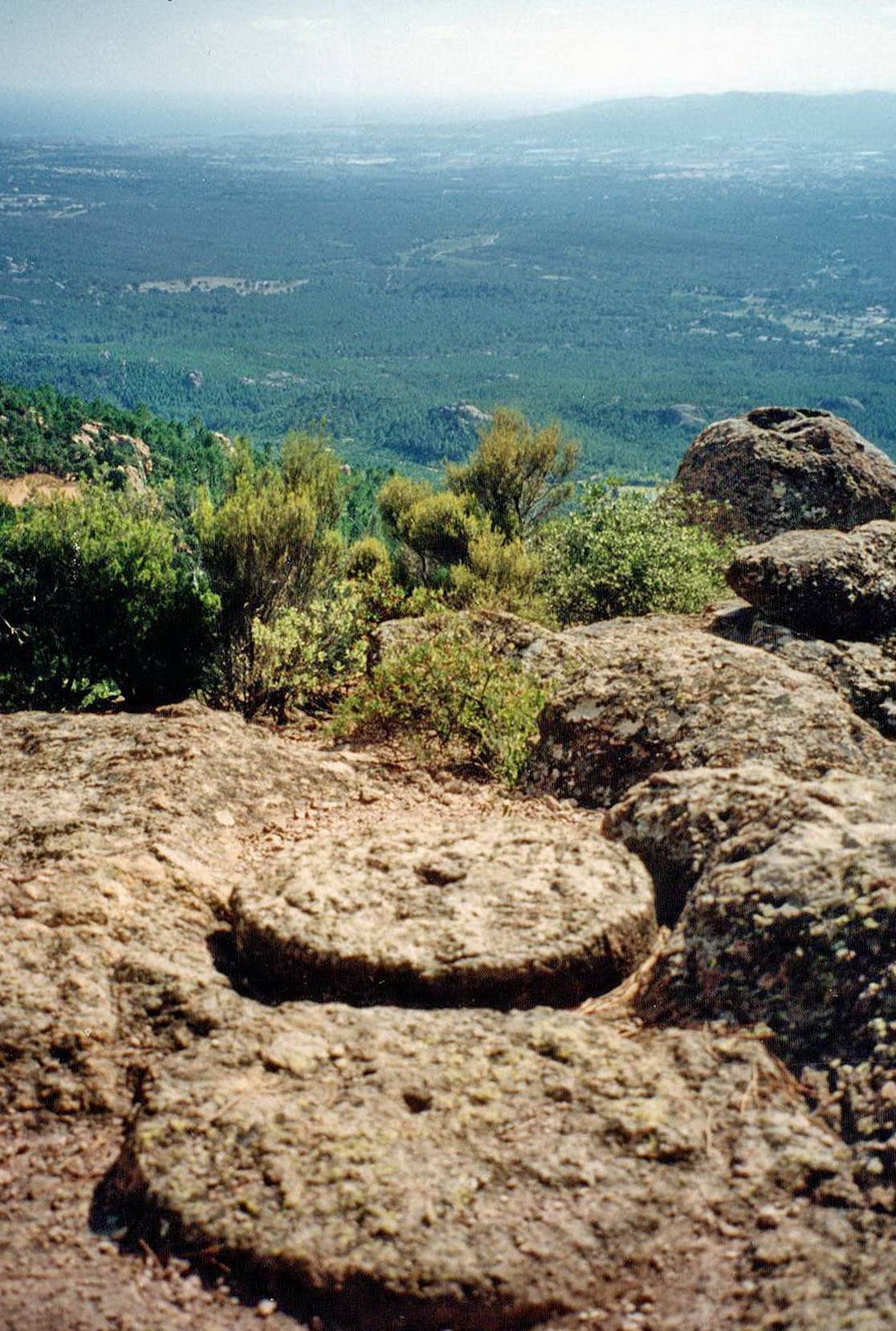
Meulière de la Pierre du Coucou, au fond : Fréjus et Saint-Aygulf.
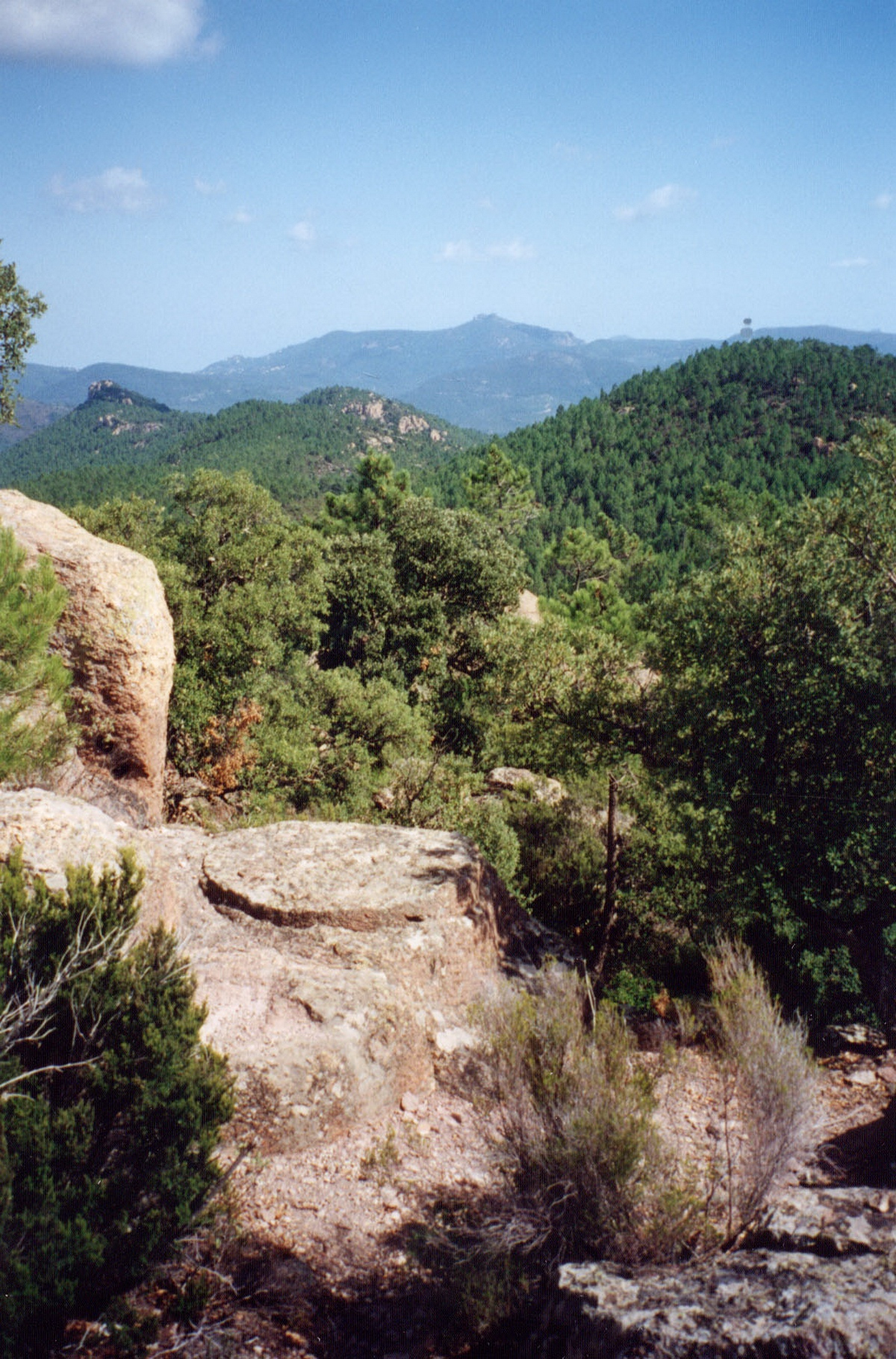
Meulière de la Pierre du Coucou, au fond : la Gardiette et le mont Vinaigre.
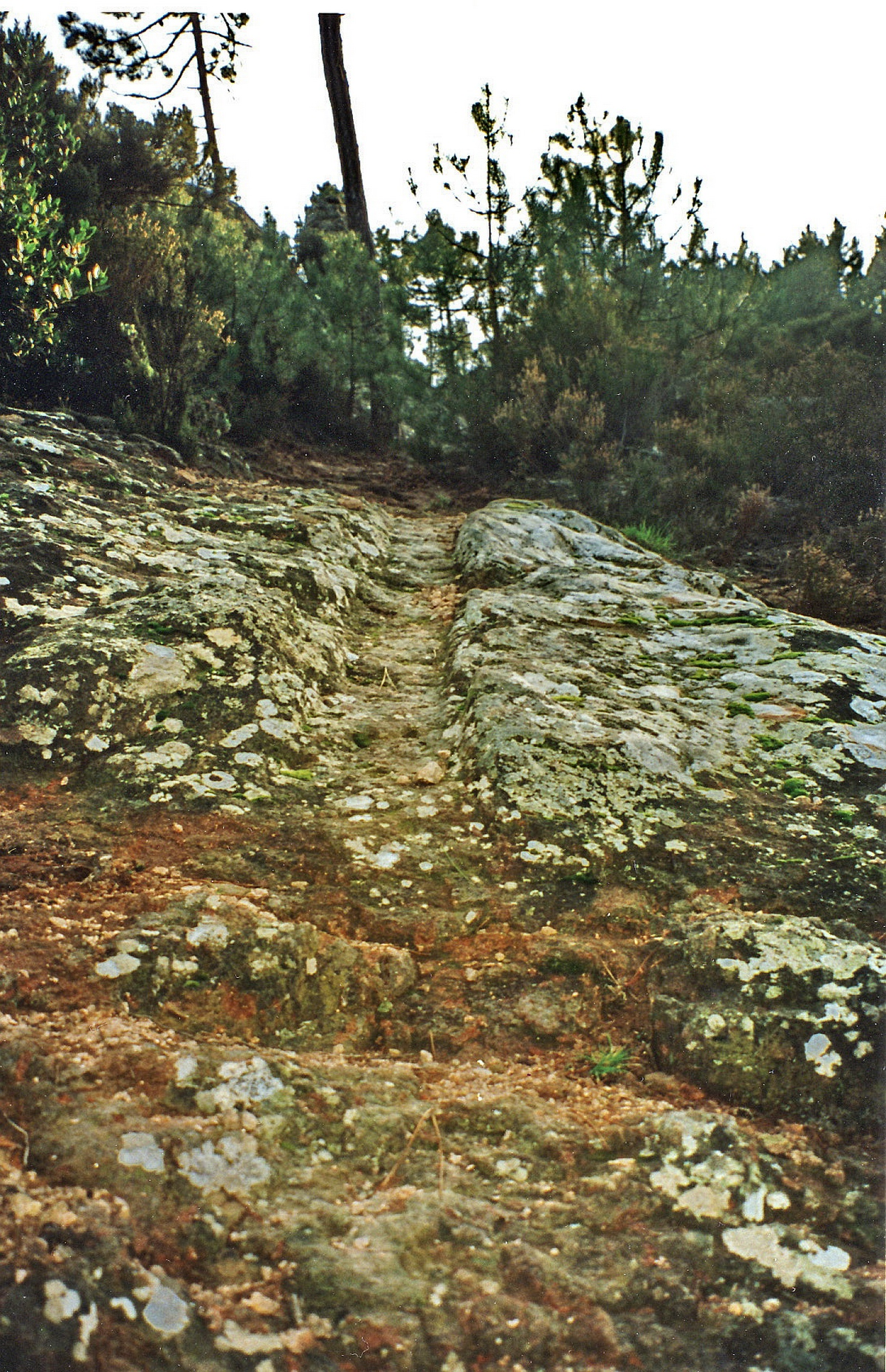
Ornière = trace de roulage.

- Habitat fortifié de sommet (oppidum) de la Forteresse : située à 380 m d'altitude, c'est le site le plus important de taille de meule. Il contrôle le col de la pierre du coucou,

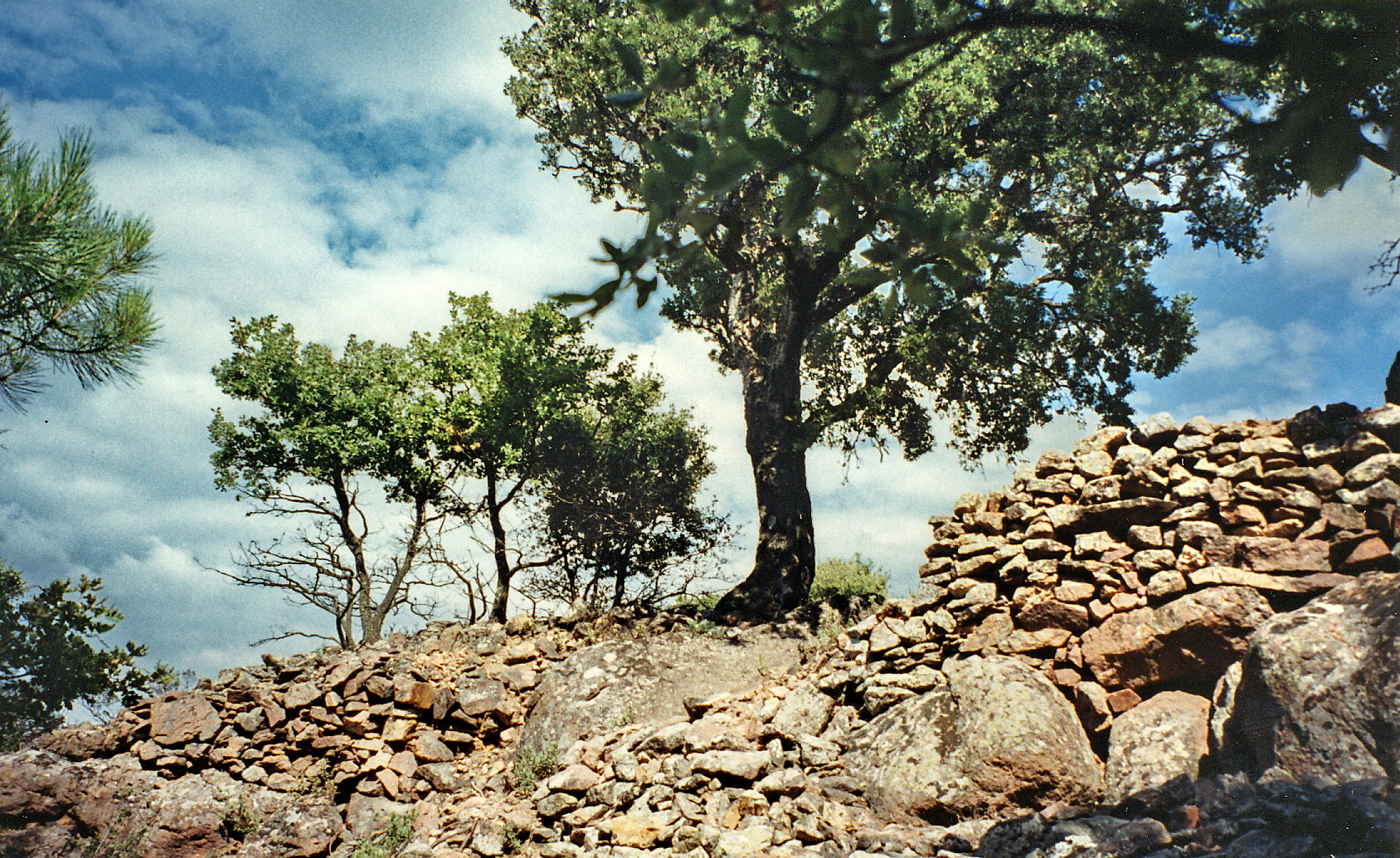
La Forteresse : enceinte externe.
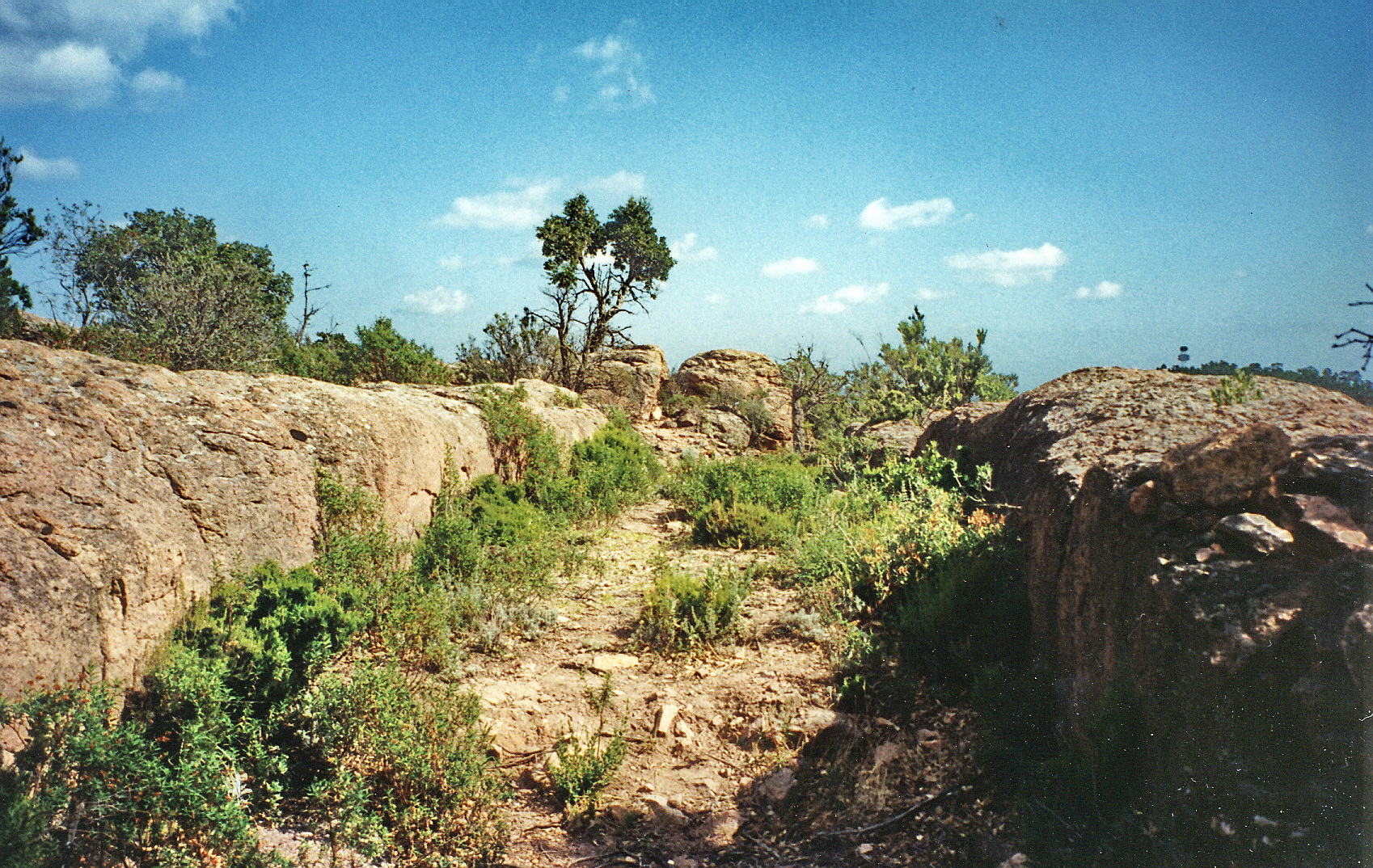
Double enceinte.

- Barrage de Malpasset (le barrage ruiné est situé sur la commune voisine de Fréjus, mais l'ancien lac s'étendait sur le ban de Bagnols-en-Forêt)
- Lac de Meaulx[62],
- Lac du Rioutard[63], etc.

Le Musée archéologique retrace la culture du liège et de l'olive : présentation de fouilles de 1967 à 1988. Un musée est visible au premier étage de l'office de tourisme. Celui-ci propose un guide de balades dans les forêts et à travers les sites touristiques de la commune.

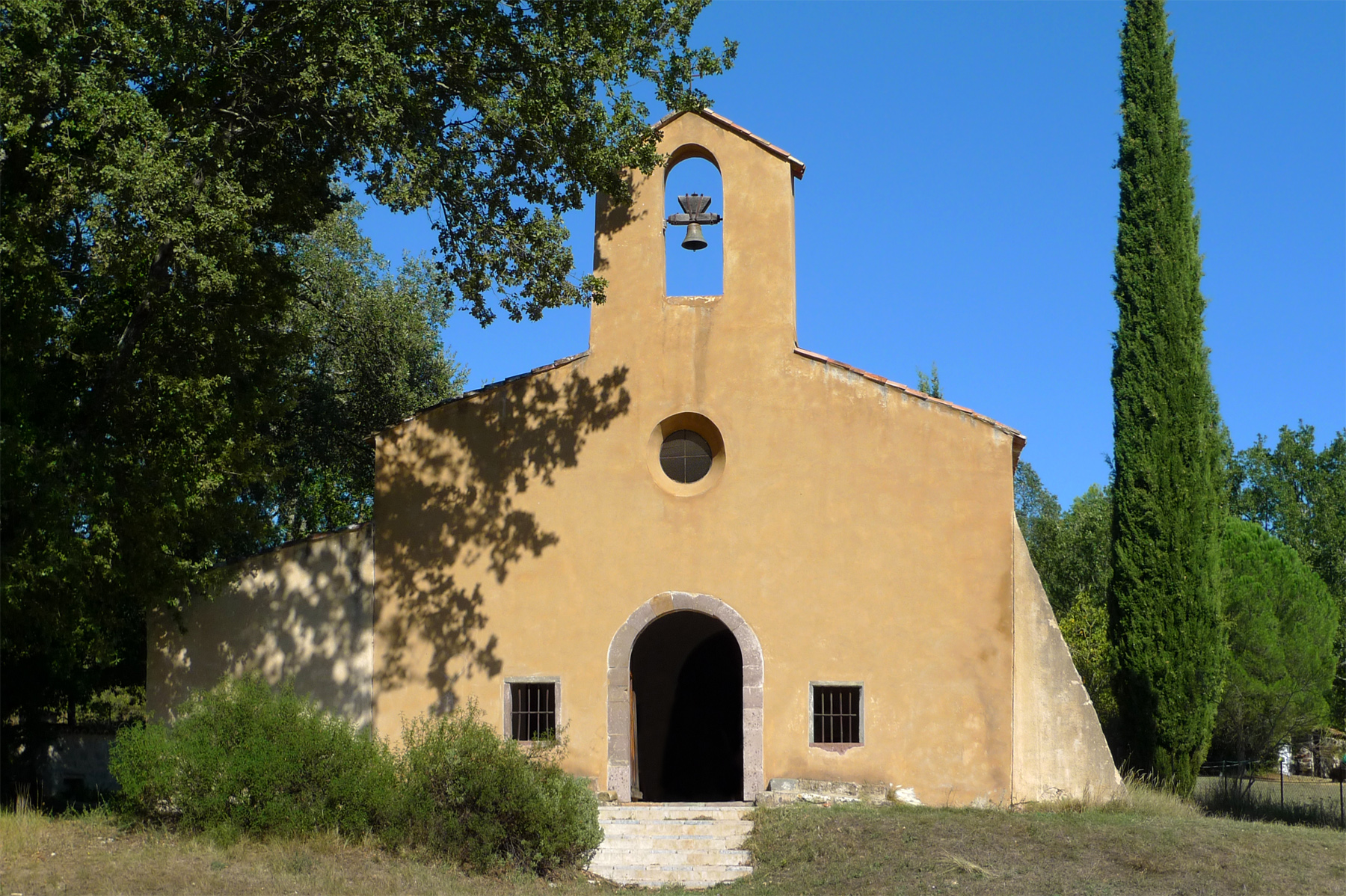
Chapelle Saint-Denis du XIe siècle.
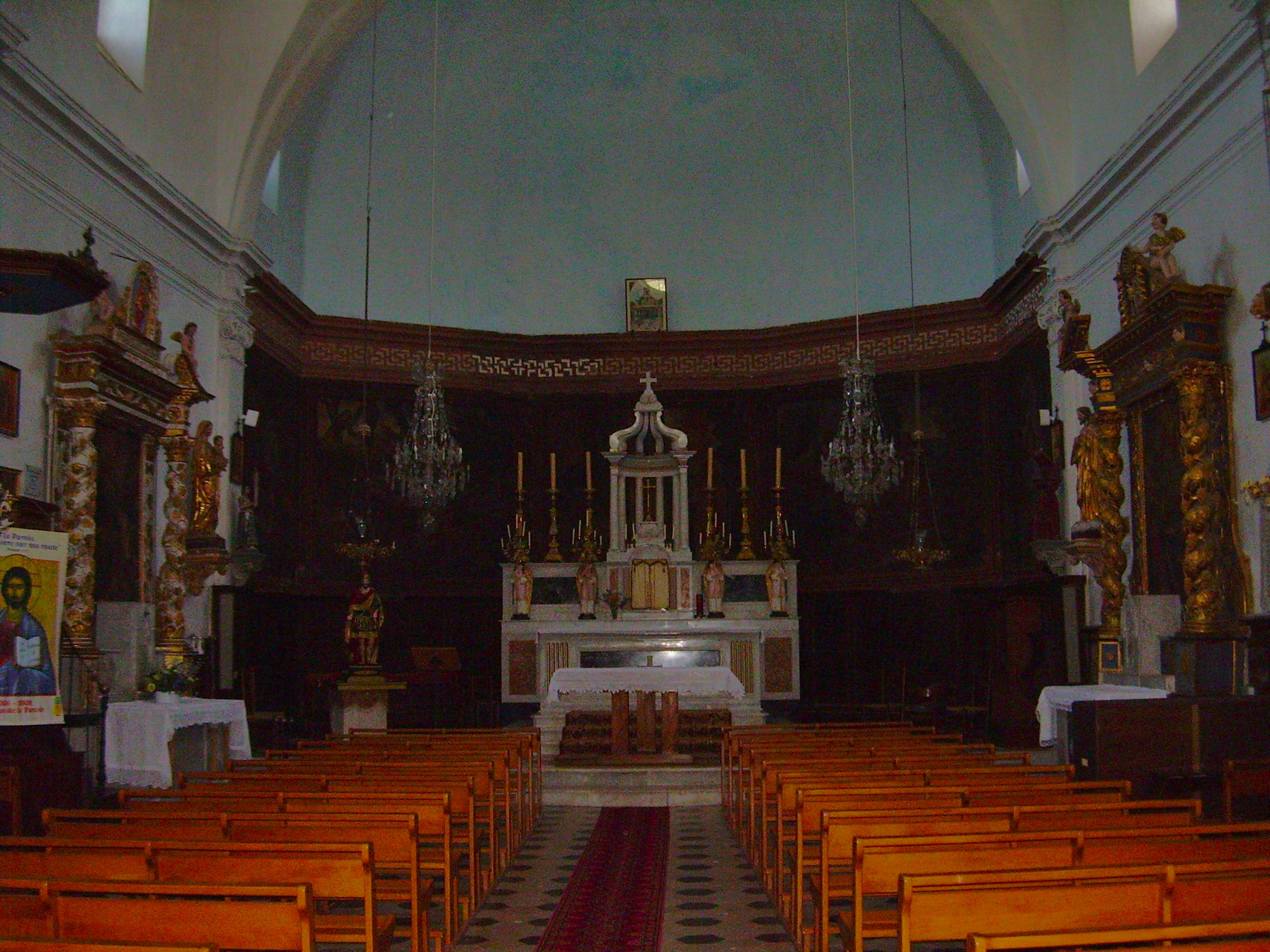
Église de Bagnols-en-Forêt.
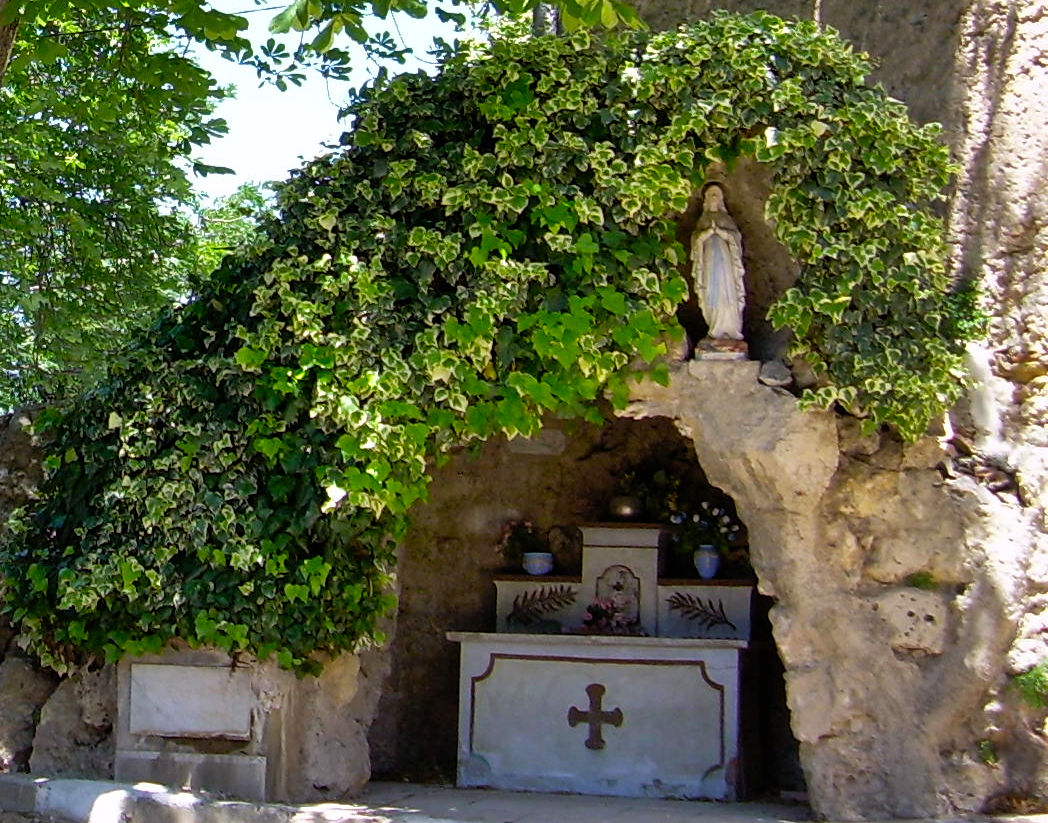
Réplique de la grotte de Lourdes.
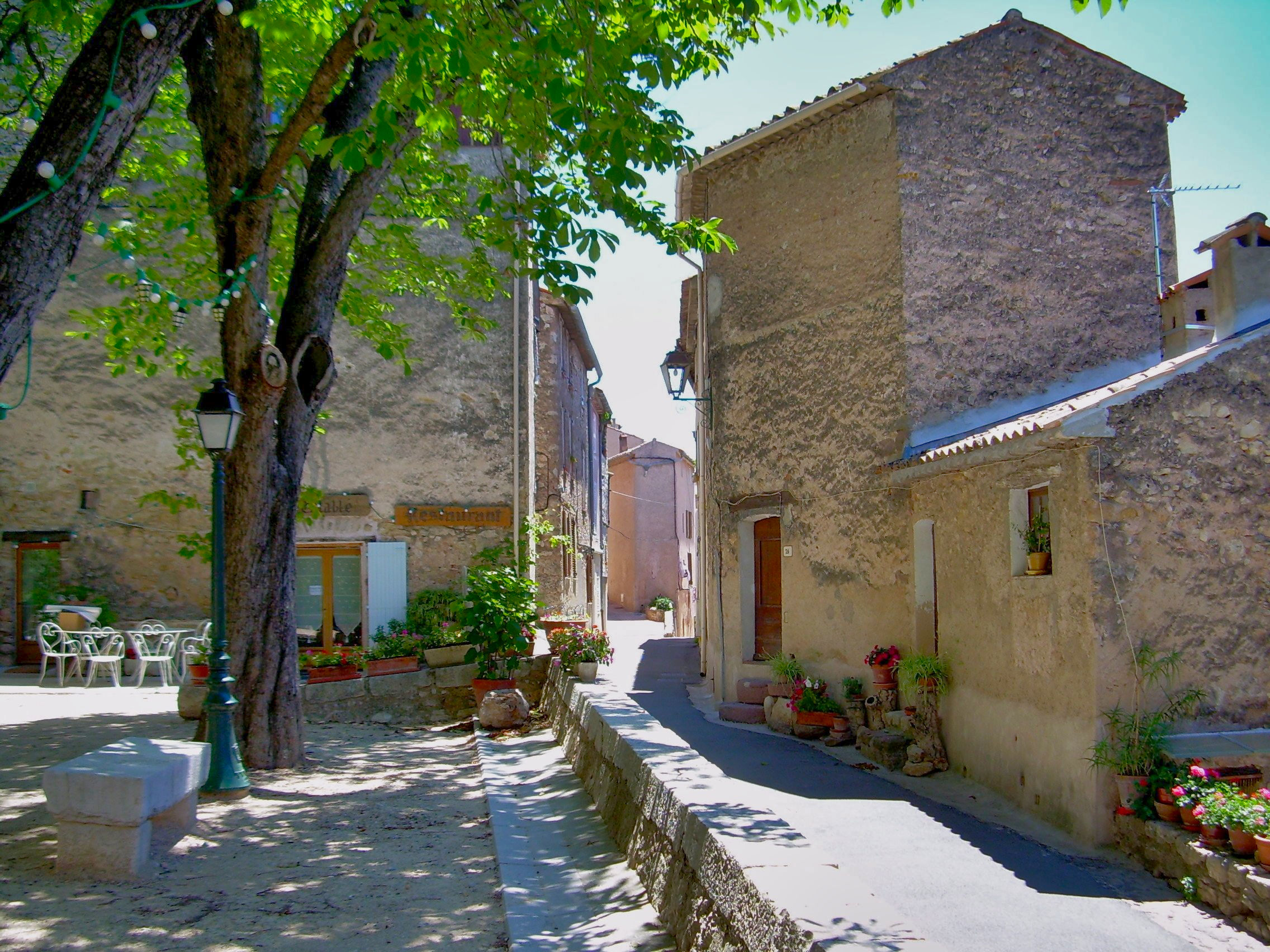
Rue à Bagnols-en-Forêt.

Patrimoine religieux :
- Église Saint-Antonin, et sa cloche de 1672[64],
- Église du bourg castral de Gorgia[65],
- Chapelle Saint-Denis[66],
- Chapelle Sainte-Marie[67],
- Chapelle Sainte-Anne[68],
- Chapelle Notre-Dame-de-la-Pitié[69],
- Monument aux morts[70].
- Grotte de Lourdes[71],[72].

### Personnalités liées à la commune
- Philippe Séguin, homme politique français, ancien ministre de la République, premier président de la Cour des comptes depuis 2004, y a été inhumé le 13 janvier 2010, après un hommage national rendu aux Invalides deux jours auparavant.
- Le compositeur Francis Poulenc a séjourné régulièrement à Bagnols-en-Forêt à partir de 1958. Un square de la ville porte son nom et une plaque commémorative avec une stèle en forme de clé de sol lui ont été dédiées. Depuis 1984 un festival Francis Poulenc se tient dans la commune ainsi que dans d'autres communes du Pays de Fayence.

### Blasonnement
| Blason historique de Bagnols-en-Forêt datant de 1696 | Les armoiries historiques de 1696 se blasonnent : D'azur aux trois fasces ondées d'argent. |